# Équipe de Finlande de football américain
L'équipe de Finlande de football américain représente la Fédération de Finlande de football américain lors des compétitions internationales :
- le Championnat d'Europe de football américain depuis 1983 (en ayant participé à toutes les éditions)
- la Coupe du monde de football américain depuis 1999
- les Jeux mondiaux depuis 2005.

La Finlande est l'équipe nationale la plus brillante d'Europe. Elle est la seule équipe à avoir participé à tous les championnats d'Europe. Elle a remporté cinq édition (1985, 1993, 1995, 1997 et 2000) et a fini seconde à 3 reprises (1983, 1991 et 2001) et troisième à deux reprises (1987, 2005).
L'équipe nationale a également participé à la Coupe du monde de 1999 et aux qualifications des éditions 2003 et 2007.

## Palmarès en Coupe du Monde de l'IFAF
| Année | Lieu       | Classement                               | MJ                                       | G                                        | P                                        | PP                                       | PC                                       |
| ----- | ---------- | ---------------------------------------- | ---------------------------------------- | ---------------------------------------- | ---------------------------------------- | ---------------------------------------- | ---------------------------------------- |
| 1999  | Italie     | 6e                                       | 2                                        | 0                                        | 2                                        | 7                                        | 117                                      |
| 2003  | Allemagne  | éliminés en qualifications préliminaires | éliminés en qualifications préliminaires | éliminés en qualifications préliminaires | éliminés en qualifications préliminaires | éliminés en qualifications préliminaires | éliminés en qualifications préliminaires |
| 2007  | Japon      | éliminés en qualifications préliminaires | éliminés en qualifications préliminaires | éliminés en qualifications préliminaires | éliminés en qualifications préliminaires | éliminés en qualifications préliminaires | éliminés en qualifications préliminaires |
| 2011  | Autriche   | éliminés en qualifications préliminaires | éliminés en qualifications préliminaires | éliminés en qualifications préliminaires | éliminés en qualifications préliminaires | éliminés en qualifications préliminaires | éliminés en qualifications préliminaires |
| 2015  | États-Unis | éliminés en qualifications préliminaires | éliminés en qualifications préliminaires | éliminés en qualifications préliminaires | éliminés en qualifications préliminaires | éliminés en qualifications préliminaires | éliminés en qualifications préliminaires |

## Palmarès auxJeux mondiaux
| Année | Lieu      | Classement                               | MJ                                       | G                                        | P                                        | PP                                       | PC                                       |
| ----- | --------- | ---------------------------------------- | ---------------------------------------- | ---------------------------------------- | ---------------------------------------- | ---------------------------------------- | ---------------------------------------- |
| 2005  | Allemagne | éliminés en qualifications préliminaires | éliminés en qualifications préliminaires | éliminés en qualifications préliminaires | éliminés en qualifications préliminaires | éliminés en qualifications préliminaires | éliminés en qualifications préliminaires |

## Palmarès aux Championnats d’Europe de l'EFAF
| Année   | Lieu      | Classement         | Matchs de classement                       |
| ------- | --------- | ------------------ | ------------------------------------------ |
| 1983    | Italie    | Médaille d'argent  | Battus en finale par l'Italie 18-8.        |
| 1985    | Italie    | Médaille d'or      | Vainqueurs en finale de l'Italie 13-2.     |
| 1987    | Finlande  | 4e                 | Battus par l'Allemagne 44-21.              |
| 1989    | Allemagne | Médaille d'argent  | Battus en finale par le Royaume-Uni 26-0.  |
| 1991    | Finlande  | Médaille d'argent  | Battus en finale par le Royaume-Uni 14-3.  |
| 1993    | Italie    | Médaille d'or      | Vainqueurs en finale de l'Italie 17-7.     |
| 1995    | Autriche  | Médaille d'or      | Vainqueurs en finale de l'Italie 27-7.     |
| 1997    | Italie    | Médaille d'or      | Vainqueurs en finale de la Suède 27-6.     |
| 2000    | Europe    | Médaille d'or      | Vainqueurs en finale de l'Allemagne 30-29. |
| 2001    | Allemagne | Médaille d'argent  | Battus en finale par l'Allemagne 19-7.     |
| 2005    | Suède     | 3e                 | Vainqueur du Royaume-Uni 34-12.            |
| 2010    | Allemagne | 5e                 | Vainqueurs du Royaume-Uni 32-0.            |
| 2014    | Autriche  | 4e                 | Battus par la France 35-21.                |
| 2018 NY | Finlande  | Médaille de bronze | Vainqueurs de la Suède 35-21.              |